# Guld FM
Guld FM – Radio Aura fra 2. marts 2009 – er navnet på to jyske radiostationer i henholdsvis Aalborg og Herning.
Formatet Guld FM er ejet af RadioNet, der også står bag blandt andet RadioNyhederne, SportsNyhederne og radiostationen Hit FM.
Radiostationer deler som udgangspunkt værter og har derfor fælles programmer. Men udsendelserne af RadioNyhederne er tilpasset lokalafdelingerne på hverdage, og reklamerne er opdelt separat på de forskellige stationer.
Guld FM spiller musik til en ældre målgruppe end søsterkanalen Hit FM, da kanalen primært henvender sig til de 25 til 50 årige. Musikken, der spilles, er både dansk og udenlandsk popmusik fra 1980'erne og frem til i dag.
I påsken 2006, 2007 og 2008 har Guld FM sendt den lytterbestemte hitliste 'Guld FM Top 500' – eller 'Guld FM Hall Of Fame' som hitlisten hed i 2008. 
I påsken 2006, 2007 og 2008 blev der på alle Guld FM stationerne sendt Guld FM Top 500, som er en hitliste med verdens 500 bedste sange. Listen er sammensat af radiostationernes lyttere efter en afstemning på Guld FMs hjemmeside. 